# Jakub Szumski
Jakub Szumski (ur. 6 marca 1992 w Warszawie) – polski piłkarz grający na pozycji bramkarza w tureckim klubie Sakaryaspor. W 2013 roku zagrał w 7 meczach reprezentacji Polski U-21 w ramach kwalifikacji do mistrzostw Europy.